# Trains
Trains (auch: Trains Magazine) ist eine monatlich erscheinende Eisenbahnzeitschrift aus den USA. Die Zeitschrift wird von Eisenbahnfans und in der Eisenbahnindustrie beschäftigten Personen gleichermaßen gelesen.
Die Zeitschrift wurde 1940 von Al C. Kalmbach gegründet und ist die größte nordamerikanische Zeitschrift zum Eisenbahnverkehr. Im Mittelpunkt der Berichterstattung stehen die Eisenbahnen in den USA und Kanada. Die Zeitschrift enthielt eine monatliche Kolumne des International-Herald-Tribune-Journalisten Don Phillips.
Trains war neben Astronomy Magazine, Discover und Model Railroader eine der wichtigsten Zeitschriften des Verlages Kalmbach Publishing. Am 1. Mai 2024 wurde bekanntgegeben, dass Trains und alle weiteren durch Kalmbach herausgegebenen Zeitschriften, Internetangeboten und Buchreihen, im Rahmen der Einstellung der Geschäftstätigkeit von Kalmbach Media, mit Ausnahme von Discover an den Verlag Firecrown Media verkauft wurde. Firecrown Medias wichtigste Publikation ist die Zeitschrift Flying zu Themen aus der Luftfahrt.